# Compus chimic
Compusul chimic este o substanță chimică pură, formată din două sau mai multe elemente chimice ce au între ele un raport de atomi și de mase bine stabilit (spre deosebire de amestecuri), și care pot fi separate prin reacții chimice.
Un compus chimic are o structură chimică unică și bine definită.
Definiția nu este aplicabilă în cazul câtorva excepții.
Anumiți compuși cristalini se numesc non-stoichiometrici, deoarece compoziția lor este modificată prin prezența în structura cristalului a unor elemente străine.
Un alt caz este cel al prezenței izotopilor care schimbă raportul dintre elemente.
Așadar, un compus nu poate fi considerat complet omogen, dar aproximăm acest lucru în scopuri teoretice.